# Listă de comune din județul Iași
Această listă de comune din județul Iași cuprinde toate cele 93 comune din județul Iași în ordine alfabetică.

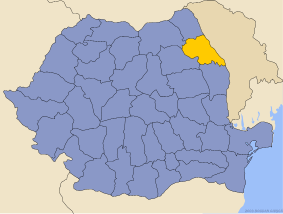
Județul Iași

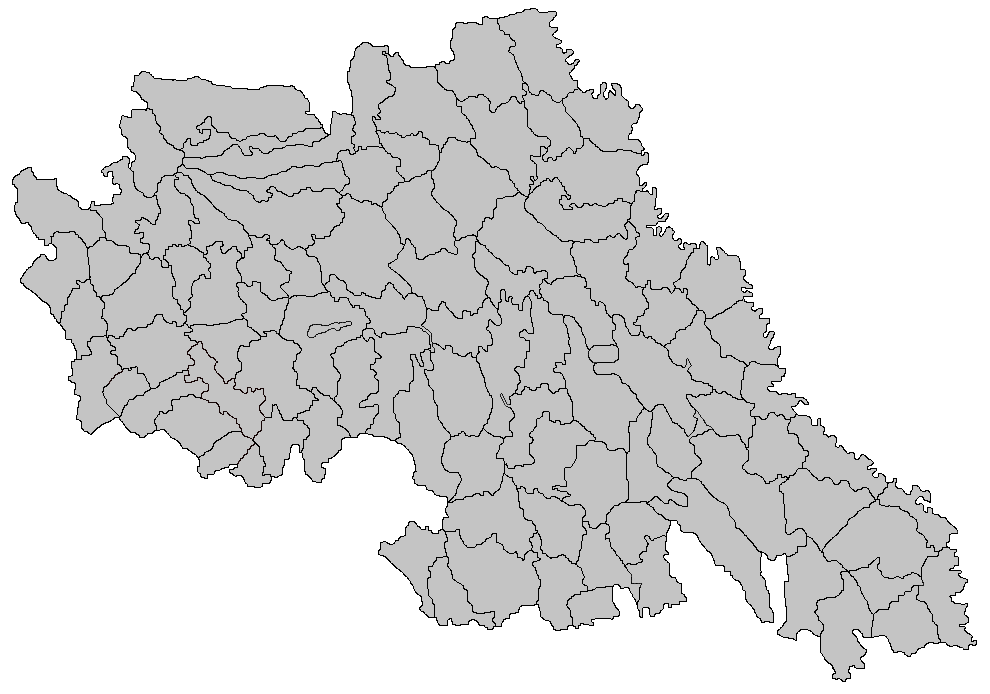
Harta județului cu împărțirea administrativ-teritorială pe comune

1. Alexandru I. Cuza
2. Andrieșeni
3. Aroneanu
4. Balș
5. Bălțați
6. Bârnova
7. Belcești
8. Bivolari
9. Brăești
10. Butea
11. Ceplenița
12. Ciohorăni
13. Ciortești
14. Ciurea
15. Coarnele Caprei
16. Comarna
17. Costești
18. Costuleni
19. Cotnari
20. Cozmești
21. Cristești
22. Cucuteni
23. Dagâța
24. Deleni
25. Dobrovăț
26. Dolhești
27. Drăgușeni
28. Dumești
29. Erbiceni
30. Fântânele
31. Focuri
32. Golăiești
33. Gorban
34. Grajduri
35. Gropnița
36. Grozești
37. Hălăucești
38. Hărmănești
39. Heleșteni
40. Holboca
41. Horlești
42. Ion Neculce
43. Ipatele
44. Lespezi
45. Lețcani
46. Lungani
47. Mădârjac
48. Mircești
49. Mironeasa
50. Miroslava
51. Miroslovești
52. Mogoșești
53. Mogoșești-Siret
54. Moșna
55. Moțca
56. Movileni
57. Oțeleni
58. Plugari
59. Popești
60. Popricani
61. Prisăcani
62. Probota
63. Răchiteni
64. Răducăneni
65. Rediu
66. Românești
67. Roșcani
68. Ruginoasa
69. Scânteia
70. Schitu Duca
71. Scobinți
72. Sinești
73. Sirețel
74. Stolniceni-Prăjescu
75. Strunga
76. Șcheia
77. Șipote
78. Tansa
79. Tătăruși
80. Todirești
81. Tomești
82. Trifești
83. Țibana
84. Țibănești
85. Țigănași
86. Țuțora
87. Ungheni
88. Valea Lupului
89. Valea Seacă
90. Vânători
91. Victoria
92. Vlădeni
93. Voinești